# Nematogenys inermis
Nematogenys inermis là một loài cá da trơn núi, loài duy nhất còn tồn tại của Nematogenyiidae. Loài này là loài đặc hữu của Chile, nơi Loài này có ở miền trung Chile. Loài này phát triển đến chiều dài 40,7 cm (16,0 in).
Cơ thể trần (không có vảy) và kéo dài. Có ba cặp râu: râu cằm, râu hàm trên, và râu mũi. Không có vây mỡ. Nắp mang thiếu gai.
Nematogenyidae và Trichomycteridae là nhóm chị em cùng nhau tạo thành một nhánh là chị em với các họ Callichthyidae, Scoloplacidae, Astroblepidae, và Loricariidae.
Một loài đã tuyệt chủng, Nematogenys cuivi, đã được mô tả trong chi này.